# Ismunden
Ismunden är en sjö i Bräcke kommun och Östersunds kommun i Jämtland och ingår i Indalsälvens huvudavrinningsområde. Sjön har en area på 12,3 kvadratkilometer och ligger 281 meter över havet. Sjön avvattnas av vattendraget Sännån (Norån).

## Delavrinningsområde
Ismunden ingår i det delavrinningsområde (700112-147050) som SMHI kallar för Utloppet av Ismunden. Medelhöjden är 327 meter över havet och ytan är 55,04 kvadratkilometer. Räknas de 28 avrinningsområdena uppströms in blir den ackumulerade arean 329,79 kvadratkilometer. Sännån (Norån) som avvattnar avrinningsområdet har biflödesordning 2, vilket innebär att vattnet flödar genom totalt 2 vattendrag innan det når havet efter 193 kilometer. Avrinningsområdet består mestadels av skog (67 procent). Avrinningsområdet har 12,48 kvadratkilometer vattenytor vilket ger det en sjöprocent på 22,7 procent.